# With Love… Hilary Duff

Логотип

«With Love… Hilary Duff» — перший парфум, який випустила американська поп-співачка та акторка Гіларі Дафф. По магазинах США парфум поширювала компанія Елізабет Арден. Згідно з офіційним сайтом парфуму, Дафф сама розробляла стиль пляшечки. В інтерв'ю з Houston Chronicle Дафф розповіла, що отримала велике задоволення від створення аромату і, можливо, в майбутньому буде займатись суто парфумерією.
За підрахунками наприкінці 2006 року парфум «With Love… Hilary Duff» став одним із трьох найпопулярніших в універмагах США. Згодом аромат продавався у британських універмагах, а також розширився у продажах до Канади і Японії.
Рекламу для товару зробила пісня та відеокліп Гіларі Дафф — «With Love», яка входить до її четвертого студійного альбому «Dignity» (2007).

## Склад
До парфуму входять молоко, фрукти, мускус, квіти, екзотичні спеції, бурштин, шматочки листя і кора дерева з лісу кокоболо.

## Номінації
Парфум «With Love… Hilary Duff» був номінований на церемонії нагородження The 8th Annual Basenotes Awards у категорії Найкращий жіночий парфум від знаменитості (англ. Best Celebrity Women's Fragrance). Парфум конкурував із десятьма дуже великими компаніями. Нагороду отримала Мерая Кері за свій парфум «M».

## Літня лінія парфума
В 2007 році Дафф випустила літню версію парфуму, який називається «Wrapped With Love».